# Michael Bühren
Michael Bühren (* 29. Juni 1971) ist ein ehemaliger deutscher Basketballspieler.

## Laufbahn
Der 1,96 Meter große Bühren spielte zwischen 1993 und 1995 für Brandt Hagen in der Basketball-Bundesliga. Im Spieljahr 1993/94 wurde er mit Hagen deutscher Vizemeister sowie DBB-Pokalsieger. Mit der Mannschaft spielte er in der Saison 1994/95 im Europapokal.
Als Trainer war Bühren nach dem Ende seiner Spielerzeit unter anderem im Jugendbereich des Osnabrücker SC aktiv, führte die Damen-Mannschaft des Hagener SV in die 2. Bundesliga, war beim Regionalligisten UBC Münster (2004 bis 2006), in der Regionalliga sowie in der 2. Bundesliga ProB bei den P4two Ballers Osnabrück (2008/09) sowie beim Regionalligisten TuS Bramsche (Saison 2010/11) tätig. Zudem war der studierte Betriebswirt, der beruflich in Osnabrück als Agenturleiter tätig wurde, Mitglied in der Prüfer- und Ausbildergruppe des Deutschen Basketball-Bundes sowie des Niedersächsischen Basketballverbandes.
Zur Erstellung des Handbuchs Basketball, dem Lehrbuch des Deutschen Basketball-Bundes, trug Bühren als Mitarbeiter des Kapitels Digitale Medien im Abschnitt Leistungssteuerung in Training und Wettkampf bei.